# Ocie, Missouri

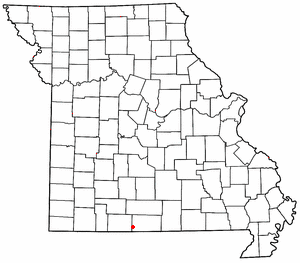
Plasarea localității Ocie pe harta statului

Ocie este o localitate neîncorporată situată parțial în două comitate, în vestul comitatului Ozark, respectiv în estul comitatului Taney, statul Missouri, Statele Unite ale Americii.
Se găsește de-a lungul drumului național U.S. Highway 160 la circa 34 de km (sau 21 mile) de Gainesville. Cel mai apropiat oficiu poștal se găsește în localitatea Theodosia. Fondată în anul 1907, comunitatea a fost denumită după rezidentul local, Ocie Conklin.